# Dmitrij Ałbuł
Dmitrij Jelizarowicz Ałbuł, ros. Дмитрий Елизарович Албул (ur. w 1915 r., zm. ? w Chicago) – radziecki wojskowy (podporucznik), partyzant, a następnie dowódca dywizjonu artylerii Wojskowego Oddziału Ochotników Wschodu podczas II wojny światowej.
Po ataku wojsk niemieckich na ZSRR 22 czerwca 1941 r. służył w stopniu podporucznika artylerii w 923 Pułku Strzeleckim 251 Dywizji Strzeleckiej Armii Czerwonej. Na przełomie września/października tego roku dostał się do niewoli niemieckiej. Po ucieczce z obozu jenieckiego służył w oddziale wchodzącym w skład dywizji partyzanckiej „Dieduszka”. Latem 1942 r. zdezerterował do kolaboracyjnego oddziału zbrojnego pod nazwą Wojskowy Oddział Ochotników Wschodu, na czele którego stał Sonderführer Władimir Bischler. Wkrótce w stopniu kapitana Wehrmachtu objął w nim dowództwo dywizjonu artylerii. Za zasługi bojowe został odznaczony 2 medalami dla „wschodnich” ochotników. W 1944 r. ewakuował się wraz z oddziałem do Niemiec. Po zakończeniu wojny przez pewien czas mieszkał w zachodnich Niemczech, po czym wyemigrował do USA.